# Guarigione delle ferite
Per guarigione delle ferite si intende un complesso processo biologico finalizzato al riempimento della soluzione di continuo rappresentata dalla ferita con una struttura definitiva di natura connettivale, la cicatrice. Anche se di solito è riferito a quelle cutanee riguarda le ferite di tutti i tessuti biologici. 
Per ferita si intende una lesione di continuo delle strutture molli del corpo prodotta da un agente vulnerante. Essendo, almeno nel caso dei tegumenti, immediatamente evidente, consente di stabilire con facilità il nesso tra causa ed effetto ed è ragionevole supporre che fu la prima ad essere conosciuta dall'uomo come entità patologica e la prima per la quale i nostri antenati dovettero inventarsi una cura. 
| Guarigione di abrasione della mano... |   |    |    |
|                                       |   |    |    |
| ...a distanza di giorni.              |   |    |    |
| 0                                     | 2 | 17 | 30 |

## Storia

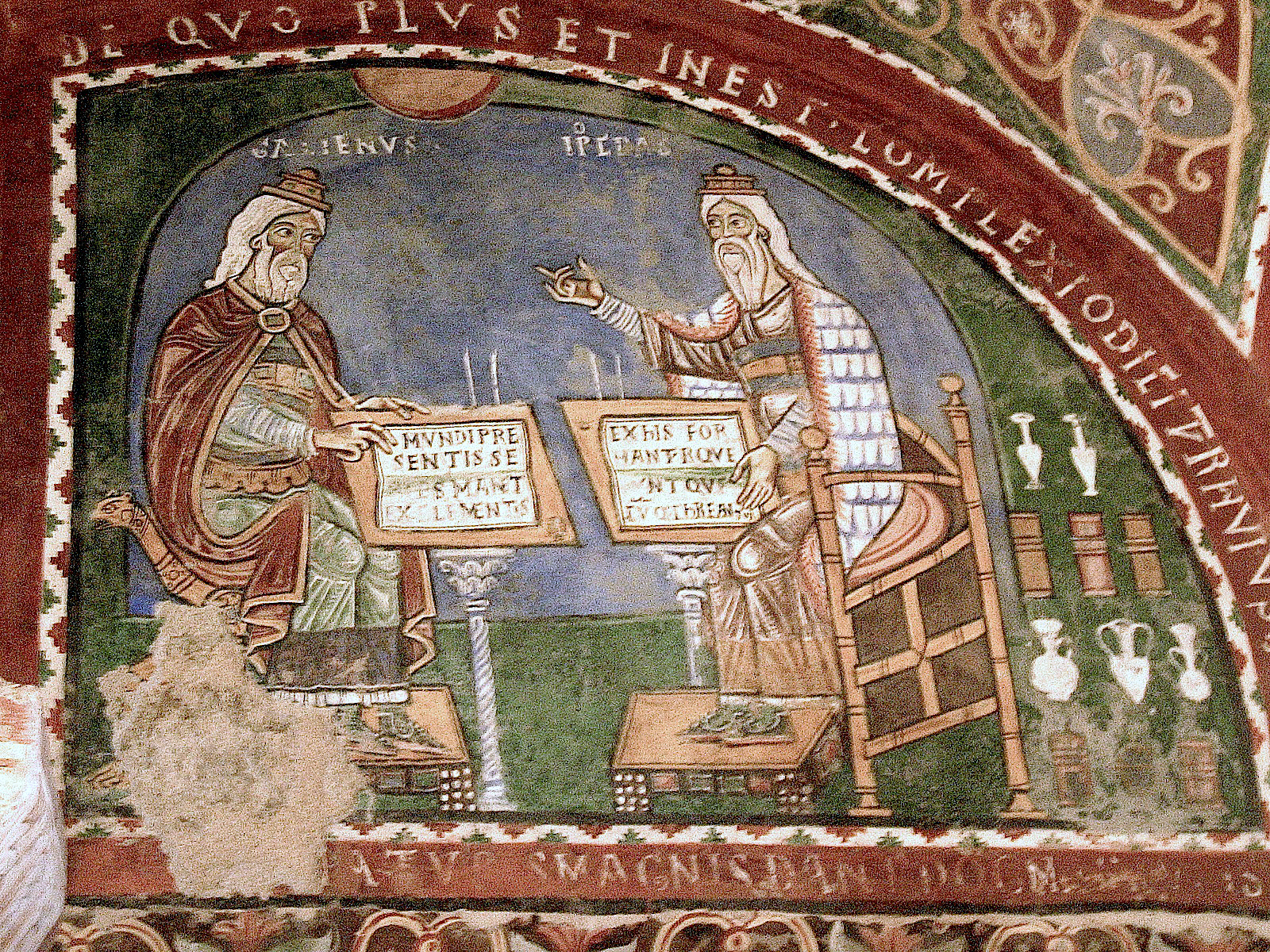
Galeno e Ippocrate in un dipinto del XII sec. (Cattedrale di Anagni)

Furono prima manovre istintive come la compressione che arrestava il sanguinamento, o l'applicazione di sostanze fredde che riduceva il gonfiore e il dolore. Poi fu l'esperienza a insegnare che detergendo le ferite diminuivano i rischi che andasse incontro a infezione o della ben più temibile gangrena (che saranno definite ed inquadrate nosologicamente solo nel XIX secolo) e che i risultati erano ancora migliori se le lesioni venivano ricoperte con impacchi a base di muschio o foglie ammuffite (per la presenza di penicillina) e infine che l'accostamento dei lembi, la sutura, ne agevolava il processo di guarigione.
Un bagaglio di nozioni che, tramandate ed arricchitesi di generazione in generazione, furono impiegate per millenni nella cura delle malattie. Si trattava di una terapia empirica e quindi basata solo sull'esperienza, ma che diede ottimi risultati, specialmente in campo chirurgico. L'osservazione e la pratica, infatti, arricchivano in modo particolare il chirurgo (dal greco χείρ, χειρός, mano ed ἔργον, lavoro: cheiregon, colui che lavora con le mani), permettendogli di sopperire con la manualità alla povertà delle conoscenze scientifiche.
Ma se ciò era sufficiente sotto l'aspetto tecnico, come testimonia il fatto che presso tutte le grandi civiltà antiche troviamo tracce del trattamento operatorio riservato alle ferite e alle malattie di pertinenza chirurgica con metodi che ci appaiono sorprendentemente attuali, non riusciva a risolvere i due grandi problemi che limitavano drammaticamente la chirurgia: il dolore e l'infezione.
Così da una parte si conoscevano perfettamente le tecniche di sutura o emostatiche ed erano possibili operazioni anche complesse quali quelle per ernia o di litotomia, ma di contro erano assolutamente insufficienti il controllo del dolore, che limitava drasticamente il ricorso agli interventi, e soprattutto di una complicazione subdola e letale come l'infezione.
È vero che fino alla fine del XX secolo, agli studi di Louis Pasteur e di Robert Koch, fu impossibile inquadrare questo evento patologico ma occorre ricordare che nel corso dei millenni vi furono alcune geniali intuizioni riguardanti la natura dell'infezione, come quella di Girolamo Fracastoro nel XVI secolo, che furono ignorate dai contemporanei o peggio, come nel caso di Ignác Fülöp Semmelweis alla fine del 1800, che furono oggetto di critiche violente da parte dello stesso mondo scientifico ed accademico. Nel caso di Semmelweis, che impose ai suoi collaboratori la pratica di lavarsi accuratamente le mani con cloruro di calcio prima di accedere alle corsie, si trattava di un semplice atto di profilassi più che curativo (risale solo a pochi lustri la scoperta della penicillina da parte di Alexander Fleming nel 1928 e la possibilità di domare l'infezione) ma in grado di far calare in modo drammatico il numero di decessi per febbre puerperale, con risultati quindi evidenti. Ma che non furono capiti o peggio riconosciuti, come tante altre volte era già successo per situazioni analoghe nel corso dei secoli, con conseguenze disastrose. Si pensi alle morti dovute alle ricorrenti pandemie che hanno flagellato la Terra o alle infinite vittime delle ferite, spesso non direttamente mortali ma diventate tali per la sopraggiunta infezione, inferte sui campi di battaglia nel corso degli ininterrotti eventi bellici che hanno segnato la storia dell'Umanità.
Ippocrate, considerato il padre della medicina, per spiegare la malattia, elaborò una teoria detta Teoria umorale perché basata sul principio che nell'organismo fossero presenti, in perfetta armonia, quattro umori o fluidi: sangue, flemma, bile gialla, bile nera. La malattia nasceva dallo squilibrio creato dal prevalere di uno di essi. Lo scopo del medico era quello di aiutare la forza medicatrice della natura mediante la somministrazione di blandi rimedi capaci di provocare l'eliminazione della sostanza eccedente. Per il trattamento delle ferite il medico greco consigliava che venissero accuratamente deterse e quindi fasciate con bende pulite. 
Cinque secoli più tardi Galeno, famoso medico di Pergamo che esercitò a Roma, riprese la teoria ippocratica rielaborandola. Individuò la sostanza in eccesso, causa della malattia, in una materia peccans che andava prontamente eliminata. A questo fine il medico doveva intervenire mediante la somministrazione di emetici e purganti o la pratica dei clisteri e dei salassi. Le teorie galeniche, ancor più che quelle ippocratiche, assurgendo a dignità di vero e proprio dogma rappresentarono l'essenza della scienza medica per oltre un millennio, almeno fino al 1500, ostacolando di fatto lo sviluppo delle conoscenze. Per principio tutto ciò che era in contrasto con le tesi del medico romano, o con quanto si riteneva avesse sostenuto Galeno era ritenuto errato, come dimostra appunto il trattamento riservato alle ferite che fu oggetto di una singolare interpretazione durante l'alto medioevo, all'epoca in cui con la nascita delle Università, riprese vigore, dopo alcuni secoli di oblio, sia l'insegnamento che la pratica della chirurgia. 
Galeno aveva notato che le ferite complicate da suppurazione avevano una prognosi molto più favorevole rispetto a quelle che andavano incontro a putrefazione. Non solo, ma che il loro quadro clinico migliorava palesemente non appena il pus veniva espulso.
Coerentemente con le sue teorie identificò il pus con la materia peccans da eliminare e il noto aforisma che sarà coniato: ibi pus ibi evacua (dove è presente il pus lì è necessario farlo uscire) testimonia quello fu il cardine terapeutico del trattamento delle ferite da parte del medico romano. Lo stesso che viene applicato anche oggi con la differenza che noi sappiamo che la suppurazione è un evento negativo in quanto manifestazione di una infezione mentre Galeno la riteneva un evento auspicabile, e come tale il pus sarà definito bonum et laudabile, perché favorevole alla guarigione.
Al di là degli aspetti teorici il metodo galenico di detergere le ferite e di mantenerle pulite lavandole con vino o aceto era certamente efficace e possiamo immaginare che produsse ottimi risultati. Eppure, anche in questo caso, il metodo fu prima dimenticato, a causa dei grandi sovvertimenti sociali del basso medioevo, e successivamente fu alla base di un grosso equivoco.
I grandi chirurghi medioevali come Rogerio Frugardi Maestro della Scuola Medica Salernitana o Guy de Chauliac capostipite della scuola chirurgica francese, ma anche Abulcasis, massima espressione della chirurgia islamica, imbevuti della cultura ippocratica e galenica interpreteranno in maniera singolare le teorie di quest'ultimo riguardanti il trattamento delle ferite.
Sosterranno infatti, citando erroneamente Galeno, che le ferite possono guarire soltanto se vanno incontro alla suppurazione che pertanto va favorita. A tale scopo tratteranno queste lesioni versandovi sopra sostanze caustiche o olio bollente e utilizzando il cauterio, un ferro arroventato, per ottenere rapidamente l'emostasi e per provocare ampie aree di necrosi tissutale capaci di favorire l'auspicata suppurazione.
Le conseguenze di questo trattamento furono assolutamente devastanti quando si pensi che sui trattati di chirurgia scritti da Frugardi, Guy de Chauliac ed Abulcasis si formarono intere generazioni di studenti, per almeno tre secoli. 
Occorre precisare che non furono poche le voci di dissenso. Ugo de' Borgognoni e suo figlio Teodorico all'Università di Bologna ed il loro allievo Henri de Mondeville a Parigi sostennero che per il trattamento delle ferite era preferibile il metodo secco che prevedeva la loro costante pulizia in modo da tenerle asciutte, piuttosto che quello umido che ne favoriva l'ascessualizzazione. Il loro metodo certamente avrà dato risultati di gran lunga superiori rispetto all'altro ma la forza della tradizione galenica, peraltro fortemente sostenuta dalla Chiesa, e le abitudini consolidate contrastarono e ritardarono quelle scoperte che avrebbero potuto cambiare la storia dell'umanità. Sarebbero passati quasi sette secoli prima che Ignaz Philipp Semmelweis e Joseph Lister considerati i padri dell'Asepsi, dessero ragione ai sostenitori del trattamento secco delle ferite, metodo efficace ma evidentemente soccombente rispetto al dogma galenico.

## Modalità di guarigione

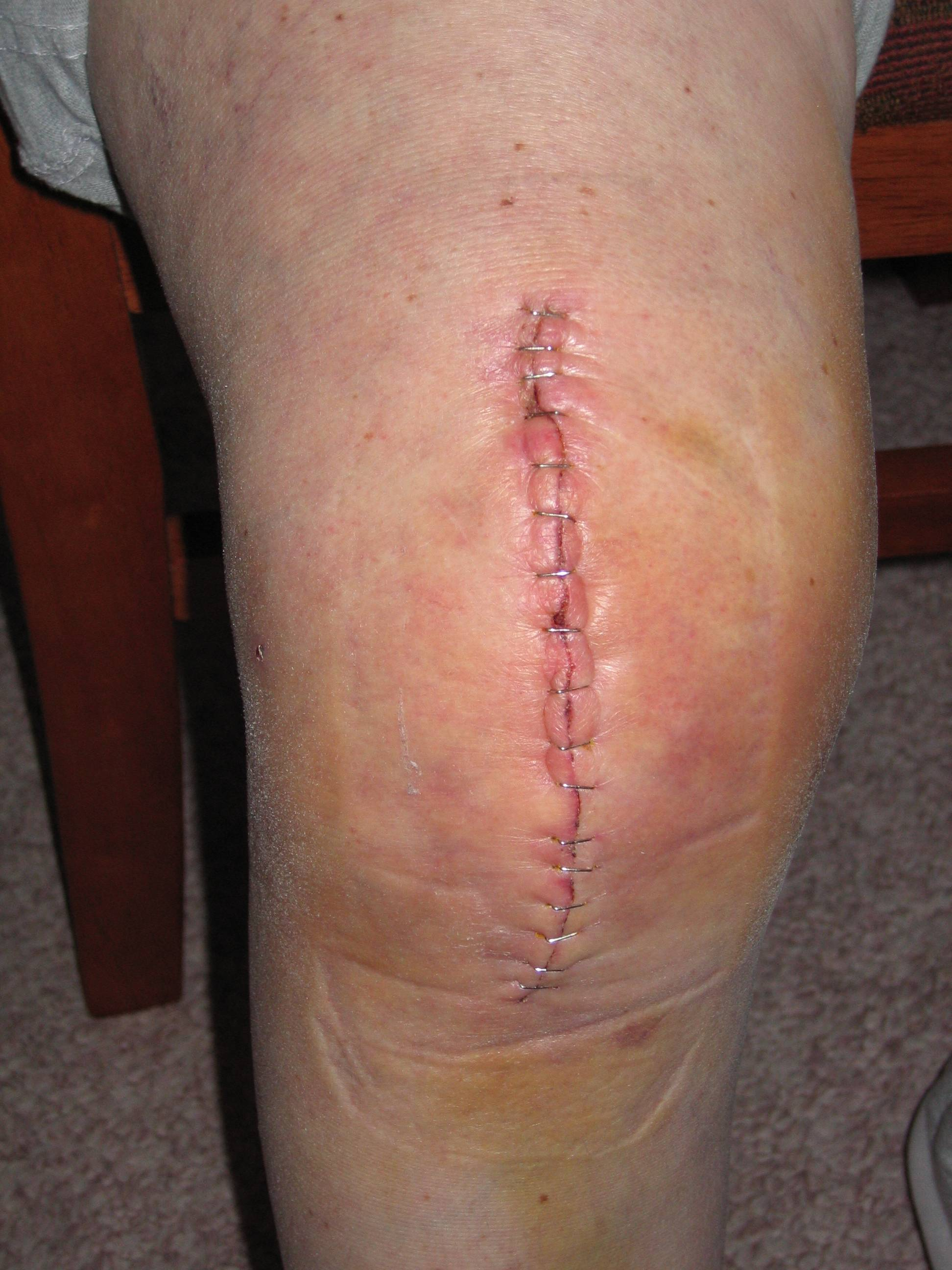
Ferita suturata: guarigione per prima intenzione

Le ferite possono andare incontro a guarigione con tre modalità differenti:
- Per prima intenzione: è il caso delle ferite da taglio, delle quali rappresenta un esempio quella chirurgica, lineari o a grande curvatura, a margini netti e soprattutto suturate. Tale procedimento, infatti, riducendo al minimo la perdita di sostanza per accostamento dei lembi, ne favorisce il riempimento da parte del tessuto di granulazione con tempi di cicatrizzazione veloci e risultati estetici buoni.
- Per seconda intenzione: riguarda le ferite non suturate e quindi lasciate aperte, per scelta o per necessità. In questi casi il tessuto di granulazione, che si forma sul fondo della lesione, per riempirla deve procedere dal basso in superficie con un processo che richiede tempi più lunghi e che può determinare inestetismi anche gravi. Appartengono a questo gruppo le:
  - Ferite lacero-contuse caratterizzate da margini frastagliati e poco vitali, da aree necrotiche e dalla presenza di ematomi, situazioni che predispongono all'infezione.
  - Ferite inquinate o infette quali sono quelle traumatiche particolarmente contaminate o quelle chirurgiche interessanti siti infetti come si verifica in presenza di ascessi o fistole o dermatopatie.
  - Ferite con perdita di sostanza rappresentate tipicamente dalle ustioni per la loro estensione in larghezza, per la irregolarità dei margini, per la presenza di aree necrotiche, per i fenomeni essudatizi.
- Per terza intenzione: questo tipo di guarigione riguarda le ferite chirurgiche andate incontro, nel decorso post-operatorio, a una deiscenza parziale o totale. Il trattamento di questa complicazione prevede di norma la riapertura completa della ferita, la sua accurata detersione, l'asportazione delle aree mortificate, un adeguato zaffaggio. In un secondo momento, valutata la situazione locale e dopo aver escluso la presenza di focolai di infezione, si può procedere a una nuova sutura dei lembi. Ciò favorirà il processo di guarigione che, in questo caso, sarà detto per III intenzione.

## Processo di guarigione
Consiste in una serie di eventi finalizzati alla neo formazione di un tessuto di natura connettivale, quindi diverso da quello originario, la cicatrice, avente la funzione di riempire la perdita di sostanza rappresentata dalla ferita. Il processo avviene per fasi distinte, ma che in alcuni momenti possono sovrapporsi, precedute da una fase preliminare emostatica. 
- Fase emostatica: rappresenta la risposta locale all'emorragia, provocata dalla rottura dei vasi sanguigni, mediante l'azione dei trombociti e l'attivazione dei fattori tissutali della coagulazione. Questa fase è caratterizzata dalla formazione di un coagulo, struttura costituita da una rete di fibrina nella quale rimangono imprigionati gli elementi corpuscolati del sangue, che occupa la ferita. Questo coagulo è poco aderente alle pareti e può essere rimosso facilmente anche da piccoli traumi.
- Fase infiammatoria: l'infiammazione, risposta tipica dell'organismo agli insulti patogeni, nel caso della ferita provvede alla circoscrizione e alla eliminazione dell'agente microbico, degli eventuali corpi estranei e delle cellule necrotiche, ma anche all'attivazione di quei fattori che sono alla base dei successivi processi proliferativi e quindi della riparazione o sostituzione del tessuto danneggiato. Comporta vasodilatazione ed essudazione plasmatica e la proliferazione dei macrofagi, cellule mononucleate dotate di capacità fagocitica, che insieme ai granulociti neutrofili provvedono alla detersione della ferita. La reazione infiammatoria inizia immediatamente dopo il trauma e dura qualche giorno, prolungandosi anche durante la fase successiva. In quest'epoca la ferita si presenta edematosa e fortemente arrossata.
- Fase proliferativa: ha inizio già a qualche ora di distanza dall'evento lesivo e ha lo scopo di rimpiazzare il coagulo con una struttura solida, definitiva. È contraddistinta dalla proliferazione cellulare delle strutture epiteliali, endoteliali e connettivali presenti sui bordi della ferita, che dà origine a un tessuto detto di granulazione per il suo caratteristico aspetto granuloso.
  - Ai margini della ferita, dall'endotelio, prende avvio la produzione di abbozzi cellulari che, seguendo l'impalcatura formata dalla rete di fibrina, si portano verso la zona centrale dove si saldano con quelli provenienti dal lato opposto. Dopo il contatto inizia un processo di canalizzazione che trasforma i cordoni solidi in vasi sanguigni; si costituisce in tal modo una nuova rete vascolare.
  - A distanza di 24-72 ore dal trauma si ha un'importante proliferazione a partenza dal connettivo, quella dei fibroblasti, elementi cellulari che hanno la proprietà di secernere acido ialuronico. Questa sostanza rappresenta un componente attivo nella formazione delle fibre collagene, strutture robuste che progressivamente prenderanno il posto dei filamenti di fibrina. Dai fibroblasti originano inoltre le miofibrille, fibre dotate di elevata capacità contrattile attive nel ridurre il volume della ferita, inizialmente dilatata per la trazione esercitata sui bordi dalla tensione dei tessuti e dei muscoli vicini, di oltre 1/3. I fibroblasti già allo scadere della prima settimana rappresentano la quasi totalità delle cellule presenti nella ferita; la loro attività durerà ancora per il tempo necessario al collageno prodotto di riempire la ferita. A questo punto, esaurito il loro compito, intorno alla terza settimana, i fibroblasti scompariranno dando l'avvio all'ultima fase, quella della maturazione.
  - Contemporaneamente alle altre inizia anche la proliferazione delle cellule dello strato basale dell'epitelio. Questo tessuto ha l'importante funzione di copertura della ferita e la sua produzione è autoregolata, nel senso che cessa quando i gettoni cellulari prodotti sui margini vengono a contatto centralmente. Nei processi di guarigione per seconda intenzione, dove il tessuto di granulazione riempie la ferita dal basso e non offre il sostegno adeguato alla progressione di queste cellule, il meccanismo risulta inefficace e determina ipertrofie e inestetismi della cicatrice.
- Fase della maturazione: corrisponde a quella fase in cui la ferita, inizialmente edematosa ed arrossata, viene stabilmente e definitivamente chiusa da una cicatrice con caratteristiche ben diverse: di colorito pallido, liscia, anelastica, priva di annessi cutanei con irrorazione e innervazione ridotte. Questa fase dura almeno tre settimane, ma a volte prosegue anche per mesi o per anni.

Il processo descritto è tipico delle guarigioni per prima intenzione. Nelle altre, quelle per seconda intenzione, le fasi, ben evidenti ad occhio nudo, sono analoghe ma i tempi risultano allungati e gli esiti, sotto l'aspetto estetico, spesso non soddisfacenti.

### Fattori che influenzano la guarigione delle ferite
Sul processo di guarigione delle ferite possono incidere negativamente alcuni fattori locali e altri generali. 
Fattori locali:
- alterazione della irrorazione sanguigna: per deficit dell'apporto arterioso o dello scarico venoso dovuti a patologie vascolari concomitanti o alla sede della ferita, come accade per quelle localizzate nelle estremità distali degli arti.
- malattie locali: come le affezioni dermatologiche, le ulcere e gli eczemi varicosi, le infezioni.
- presenza di corpi estranei: rappresentati da terriccio, schegge, frustoli di tessuto ma spesso anche dagli stessi materiali di sutura che possono determinare un'azione di rigetto da parte dell'organismo.
- localizzazione e direzione della ferita: le ferite cutanee guariscono meglio se seguono alcune linee virtuali (linee di tensione di Langer) e se non sono a contatto con salienze ossee.
- presenza di grossi ematomi o raccolte sierose

Fattori generali:
- età del soggetto: la guarigione delle ferite è più lenta nei soggetti anziani;
- stato nutrizionale e carenze vitaminiche: individui con gravi carenze nutrizionali, soprattutto proteiche, presentano un ritardo significativo del processo cicatriziale.
- patologie sistemiche e terapie particolari: alcune malattie, e particolarmente il diabete, influiscono negativamente sulla guarigione delle ferite. Allo stesso modo alcune terapie, come quelle citostatiche e cortisoniche.

## Anomalie del processo di guarigione

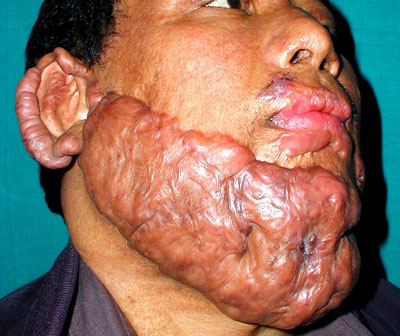
Cheloide

Dal punto di vista estetico ogni cicatrice, grazie alla fase di maturazione, migliora il proprio aspetto col passare del tempo fino a diventare quasi invisibile anche se spesso continua ad essere vissuta come un inestetismo più o meno grave. In alcune circostanze tuttavia gli esiti possono essere obiettivamente deturpanti. Ne sono responsabili soprattutto le ferite che guariscono per seconda intenzione, come quelle lacero contuse o le ustioni, ma anche le incisioni chirurgiche andate incontro a una deiscenza parziale o totale. Per queste ultime inevitabilmente viene chiamato in causa il chirurgo. Occorre precisare che indubbiamente alcuni errori di tecnica operatoria o l'utilizzo di materiali di sutura inadatti o impropri possono essere causa di anomalie nel processo di guarigione di una ferita, ma la responsabilità maggiore va ricercata in altre cause: un inquinamento del sito chirurgico, la natura della patologia operata (altra cosa è un intervento pulito per ernia, altra un intervento sporco per appendicite purulenta), le condizioni generali dell'organismo (diabete, disprotidemie, malattia neoplastica), terapie concomitanti a base di cortisone o antineoplastici, una predisposizione individuale.
Esiste poi una vera e propria patologia a carico delle cicatrici con quadri di: 
- ipertrofia, in cui la cicatrice si presenta come un cordone arrossato, duro, rilevato e dolente. Le cause sono riconducibili a fattori locali e a predisposizione individuale. Il quadro non si modifica nel tempo e richiede un trattamento chirurgico, risolutivo nella maggior parte dei casi, che consiste nella escissione completa della cicatrice e ricostruzione immediata mediante sutura con materiali inerti.
- ipotrofia, quando la cicatrice si presenta depressa, di colore pallido, facilmente ulcerabile e sanguinante. In questo caso sembrano responsabili, più che i fattori locali e la predisposizione individuale, le condizioni generali dell'organismo. Per questo, a differenza che nel caso precedente, la terapia chirurgica non produce effetti positivi se prima non si correggono le carenze sistemiche.
- cheloide, si distingue dalla cicatrice ipertrofica perché si presenta più esuberante e quindi dislocata rispetto alla ferita originaria e quindi molto più deturpante. Inoltre, a differenza dell'altra, recidiva abitualmente dopo l'asportazione ripresentandosi in forma addirittura più grave. L'eziologia è sconosciuta anche se sembrano avere un ruolo importante la predisposizione familiare o individuale, l'etnia (prevalenza nelle persone di colore), il sesso (femminile), l'età (giovanile). È più frequente in alcuni distretti corporei come la base del collo o in corrispondenza delle salienze ossee, ad esempio quella sternale e si osserva più spesso nelle guarigioni per seconda intenzione.